# Йостейн Гундерсен
Йостейн Маурстад Гундерсен (норв. Jostein Maurstad Gundersen, нар. 2 квітня 1996, Берген, Норвегія) — норвезький футболіст, захисник клубу «Буде-Глімт» і збірної Норвегії.

## Клубна кар'єра
Йостейн Гундерсен народився у Бергені але футболом почав займатися у клубі «Тромсе», де він пройшов футбольну академію і у 2014 році приєднався до першої команди. Разом з клубом Гундерсен у 2019 році вилетів до Другого дивізіону але вже з першої спроби наступного сезону повернулися до Елітсерії. У клубі Гундерсен провів понад сто матчів.

## Збірна
У 2017 році Йостейн Гундерсен відзначився двома матчами у складі молодіжної збірної Норвегії.

## Статистика виступів

### Статистика виступів за збірну
Станом на 9 вересня 2024 року
| Дата     | Місто | Господарі | Результат | Гості   | Турнір                               | Голи | Примітки |
| -------- | ----- | --------- | --------- | ------- | ------------------------------------ | ---- | -------- |
| 5-6-2024 | Осло  | Норвегія  | 3 – 0     | Косово  | товариський матч                     | -    | 74'      |
| 9-9-2024 | Осло  | Норвегія  | 2 – 1     | Австрія | Ліга націй УЄФА 2024-2025 - 1-й етап | -    | 28'      |
| Усього   |       | Матчів    | 2         |         | Голів                                | 0    |          |